# Ахеджак, Мурат Казбекович
Мура́т Казбе́кович Ахеджа́к (18 июля 1962, аул Псейтук, Октябрьский район, Адыгейская АО, Краснодарский край, СССР — 7 декабря 2010, Фрайбург, Германия) — заместитель главы администрации Краснодарского края в 2002—2010 гг. Герой Труда Кубани (посмертно).

## Биография
Происходил из адыгейского княжеского рода Ахеджаковых. Окончил Краснодарский политехнический институт по специальности «инженер-строитель» (1983).
Работал в Кропоткине мастером, прорабом, начальником участка. В 1996 году стал гендиректором АООТ ПМК-19. С 1996 года по 2001 год — председатель Горсовета города Кропоткина.
В ноябре 1998 года баллотировался в законодательное собрание Краснодарского края, выдвинувшись от общественного объединения «Яблоко». Во время предвыборной кампании развернул сбор подписей за отставку президента Бориса Ельцина. Выборы проиграл. В 1999 году стал председателем отделения «Яблока» в Краснодарском крае. В 2001 году был избран в бюро федерального совета партии «Яблоко».
В декабре 2001 года назначен полномочным представителем администрации Краснодарского края в законодательном собрании края и генеральным директором департамента администрации края по делам СМИ, печати, телерадиовещания и средств массовых коммуникаций.
22 апреля 2002 года назначен заместителем главы администрации Краснодарского края по работе с законодательным собранием края, сохранив пост гендиректора департамента по делам СМИ.
С августа 2003 года — заместитель главы администрации Краснодарского края по вопросам внутренней политики. Был одним из наиболее влиятельных чиновников администрации края, отвечая за такие направления, как работа всех силовых структур, работа СМИ, расстановка кадров, информационная политика, взаимодействие власти с политическими партиями и общественными организациями.
В марте 2004 года Ахеджак стал одним из инициаторов кадровой реформы, в начале реализации которой было отправлено в отставку всё руководство администрации края. Была создана комиссия по изучению кадрового потенциала, руководителями которой стали Ахеджак и первый вице-губернатор А. А. Ремезков. Комиссия разработала и представила на утверждение заксобрания края новую структуру исполнительной власти, согласно которой количество вице-губернаторов было сокращено с девяти до семи, а число управлений, комитетов и отделов — с 68 до 45. Структура была утверждена. В ходе кадровой реформы состав руководства администрации был значительно обновлён. Ахеджак, сохранив должность вице-губернатора, был назначен и руководителем департамента по взаимодействию с правоохранительными органами и кадровой политике.
В апреле 2005 года был избран заместителем секретаря политсовета отделения «Единой России» в Краснодарском крае. В мае того же года был экстренно госпитализирован в одну из краснодарских больниц с диагнозом «перитонит», который оказался осложнением острого аппендицита (аппендэктомия). После этого он был направлен в клинику города Фрайбург в Германии, где прошёл длительный курс лечения, перенеся более 30 операций. Через год он вернулся в Краснодар и продолжил работу в администрации Краснодарского края.
Помимо других должностей он был также заместителем председателя комиссии по проведению административной реформы в Краснодарском крае. Возглавлял краевые избирательные штабы «Единой России» на выборах в Госдуму в 2007 году и первого вице-премьера Д. А. Медведева на президентских выборах 2008 года. Был председателем комиссии Краснодарского края по проведению Всероссийской переписи населения 2010 года.
В 2007 году через фирму ООО «Инвест-Юг», оформленную на своего отца и дочь заместителя главы Краснодара Александра Колонтаевского, перевёл в частную собственность большой земельный участок, расположенный в парке 30-летия Победы. Сейчас этот участок находится в собственности его отца и выставлен на продажу за 450 млн. рублей.
Вечером 7 декабря 2010 года М. К. Ахеджак скончался от сердечного приступа. 18 июля 2011 года, в день рождения Ахеджака, в его родном ауле Псейтук был открыт памятник.

## Память
27 июня 2012 года в городе Кропоткине Краснодарского Края улица Сергея Есенина была переименована в улицу Мурата Ахеджака. 13 июля в г. Новороссийск Краснодарского Края одну из новых улиц было решено назвать улицей Мурата Ахеджака.

## Семья
Мурат Ахеджак был женат, имел двоих детей.
Отец Мурата Ахеджака, Казбек Исмаилович Ахеджак, на 2011 год являлся соучредителем нескольких фирм и владельцем 75 квартир в ЖК «Чистые пруды» общей площадью 5199 кв. м. и рыночной стоимостью 230 млн руб.

## Награды и звания
- Орден Дружбы (14 июня 2009 года) — за достигнутые трудовые успехи, многолетнюю и добросовестную работу[22].
- Благодарность Президента Российской Федерации (4 октября 2008 года) — за активную работу по организации приёма беженцев из Южной Осетии и оказанию гуманитарной помощи пострадавшим[23].
- Герой Труда Кубани (посмертно).